# Ammobates punctatus
Ammobates punctatus är en biart som först beskrevs av Fabricius 1804.  Ammobates punctatus ingår i släktet Ammobates och familjen långtungebin. Inga underarter finns listade i Catalogue of Life.